# Laurentius Paulinus Gothus

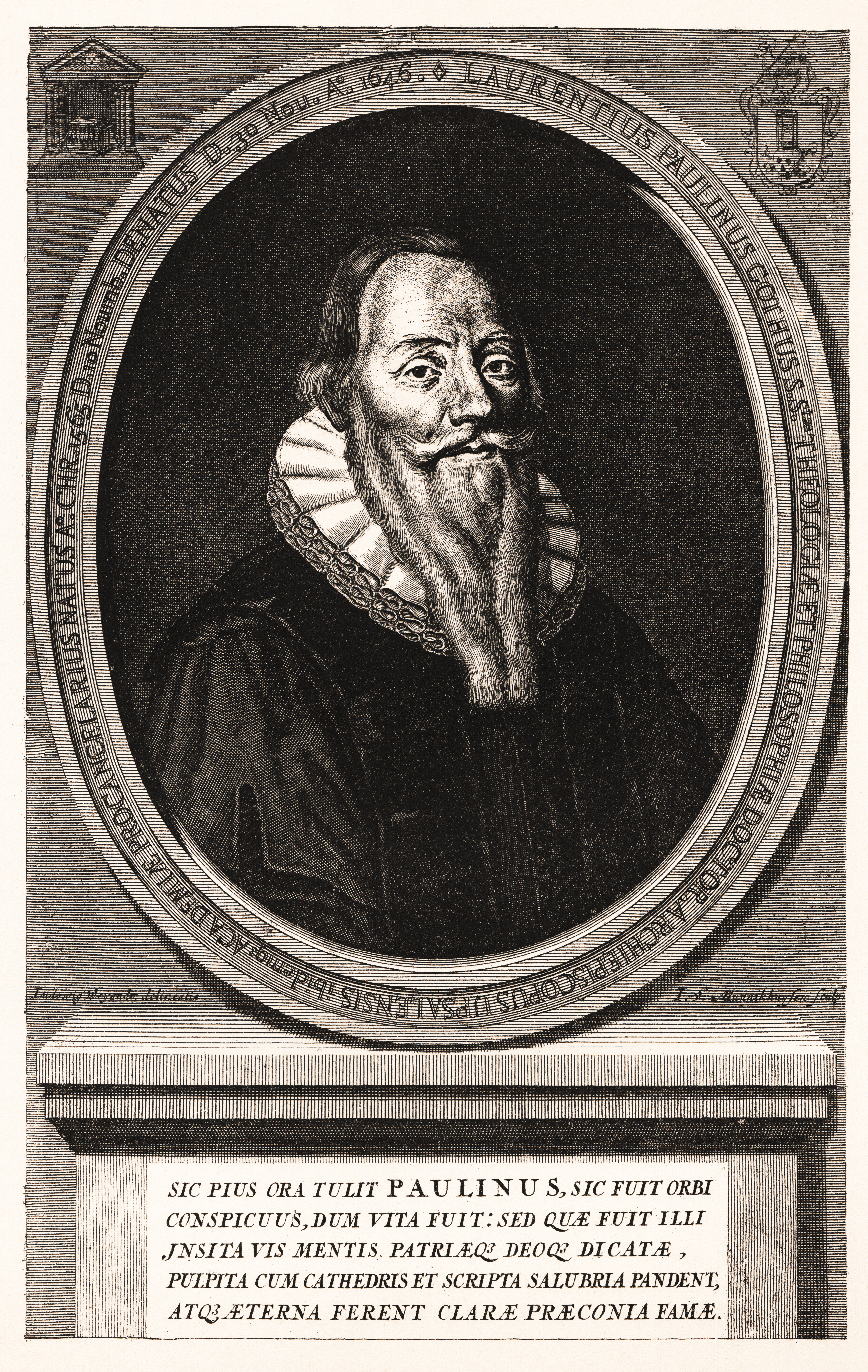
Laurentius Paulinus Gothus auf einem Kupferstich, ca. 1640

Laurentius Paulinus Gothus (latinisiert, ursprünglich Lars Paulsson; * 10. November 1565 in Söderköping; † 29. November 1646 in Uppsala) war ein schwedischer lutherischer Theologe und Pfarrer, zuletzt Erzbischof von Uppsala.

## Leben
Laurentius Paulinus (den Beinamen Gothus nach seiner Heimatprovinz Östergötland nahm er erst später an) war ein Sohn des Goldschmieds und Bürgermeisters Pavel Pederson und dessen Frau Karin. Sein Onkel väterlicherseits war der Erzbischof Laurentius Petri Gothus. Er erhielt seine schulische Ausbildung in Söderköping und Enköping und studierte dann von 1585 bis 1588 an der von König Johann III. eingerichteten theologischen Hochschule in Stockholm und von 1588 bis 1591 an der Universität Rostock. Hier wurde er vor allem von David Chytraeus geprägt. Während einer sich anschließenden Studienreise zu verschiedenen deutschen Universitäten erwarb er 1592 an der Universität Helmstedt den Magistergrad. Bei der Synode von Uppsala (Uppsala möte) im März 1593 fungierte er als Sekretär. Anschließend erhielt er eine Professur für Logik, später zusätzlich für Mathematik und Astronomie, an der wieder eröffneten Universität Uppsala. Er war der Erste, der dort als Professor Astronomie lehrte, die er in Rostock bei Duncan Liddel studiert hatte, und veröffentlichte auch selbst zwei Almanache. 1601 rückte er als Professor in die theologische Fakultät auf. Er amtierte 1599, 1601 und 1604 als Rektor der Universität.
Eine Berufung zum Bischof von Västerås 1606 zerschlug sich, weil Laurentius Paulinus in diesem Jahr beim König Karl IX. in Ungnade fiel. Er verlor seine Professur und wurde Pfarrer an der Kirche von Uppsala-Näs, konnte aber durch seine Erklärungen zum Erscheinen des Halleyschen Kometen 1607 wieder die Gunst des Königs erlangen. 1608 wurde er zum Bischof von Skara bestimmt, trat sein Amt aber nicht an, weil er zunächst eine diplomatische Mission in Livland zu erfüllen hatte. Als er zurückkam, war der aus Skara auf den Bischofsstuhl in Strängnäs berufene Petrus Kenicius nach Skara zurückgekehrt, so dass Laurentius Paulinus im Februar 1609 an seiner Stelle zum Bischof von Strängnäs berufen wurde und sein Amt am 6. März antrat. Hier gründete er ein Gymnasium und setzte eine Bistumsordnung durch, die über die schwedische Kirchenordnung von 1571 hinausging. Gemeinsam mit Johannes Rudbeckius widersetzte er sich auf den Reichstagen von 1624 und 1625 erfolgreich den Plänen von König Gustav II. Adolf, die Kirche zu zentralisieren und den Einfluss der Bischöfe durch ein Oberkonsistorium einzuschränken. Mit geringerem Erfolg bekämpfte er als Anhänger des Ramismus den Aristoteliker Jonas Magni, der Professor in Uppsala war und später selbst Bischof wurde. 1617 wurde er zum Dr. theol. promoviert.
Dank des Einflusses von Axel Oxenstierna wurde er 1636 zum Erzbischof von Uppsala ernannt und trat sein Amt im folgenden Jahr an. Bis zu seinem Tod amtierte er als höchster Würdenträger der Schwedischen Kirche. Die Zeit in Uppsala war aber durch Konflikte mit der Universität, der Stadt und auch seinem Domkapitel überschattet, in dem der Dompropst Johannes Canuti Lenaeus, sein späterer Nachfolger, ein Rivale war.
Laurentius Paulinus Gothus verfasste auf Grundlage von Luthers Kleinem Katechismus ein umfangreiches Lehrbuch der Ethik in sieben Bänden (Ethica christiana, 1617–1630) und als Zusammenfassung den Thesaurus catecheticus (1631), der zum meistbenutzten katechetischen Werk in Schweden im 17. Jahrhundert wurde. Es enthielt in einem Anhang auch Kirchenlieder, darunter eigene Dichtungen und Übersetzungen von Laurentius Paulinus, von denen einige noch in das Gesangbuch von 1695, eins sogar in das Gesangbuch von 1819 aufgenommen wurden.
Laurentius Paulinus Gothus war ab 1594 mit Catarina (Carin) Olofsdotter verheiratet. Nach deren Tod heiratete er 1624 Brita Eriksdotter. Drei Kinder aus der zweiten Ehe, darunter der Diplomat Johan Paulin Olivecrantz (1633–1707), wurden 1654 in den Adelsstand erhoben. Die Tochter Elisabeth heiratete 1648 den Theologen und späteren Bischof Erik Gabrielsson Emporagrius.